# Bayou

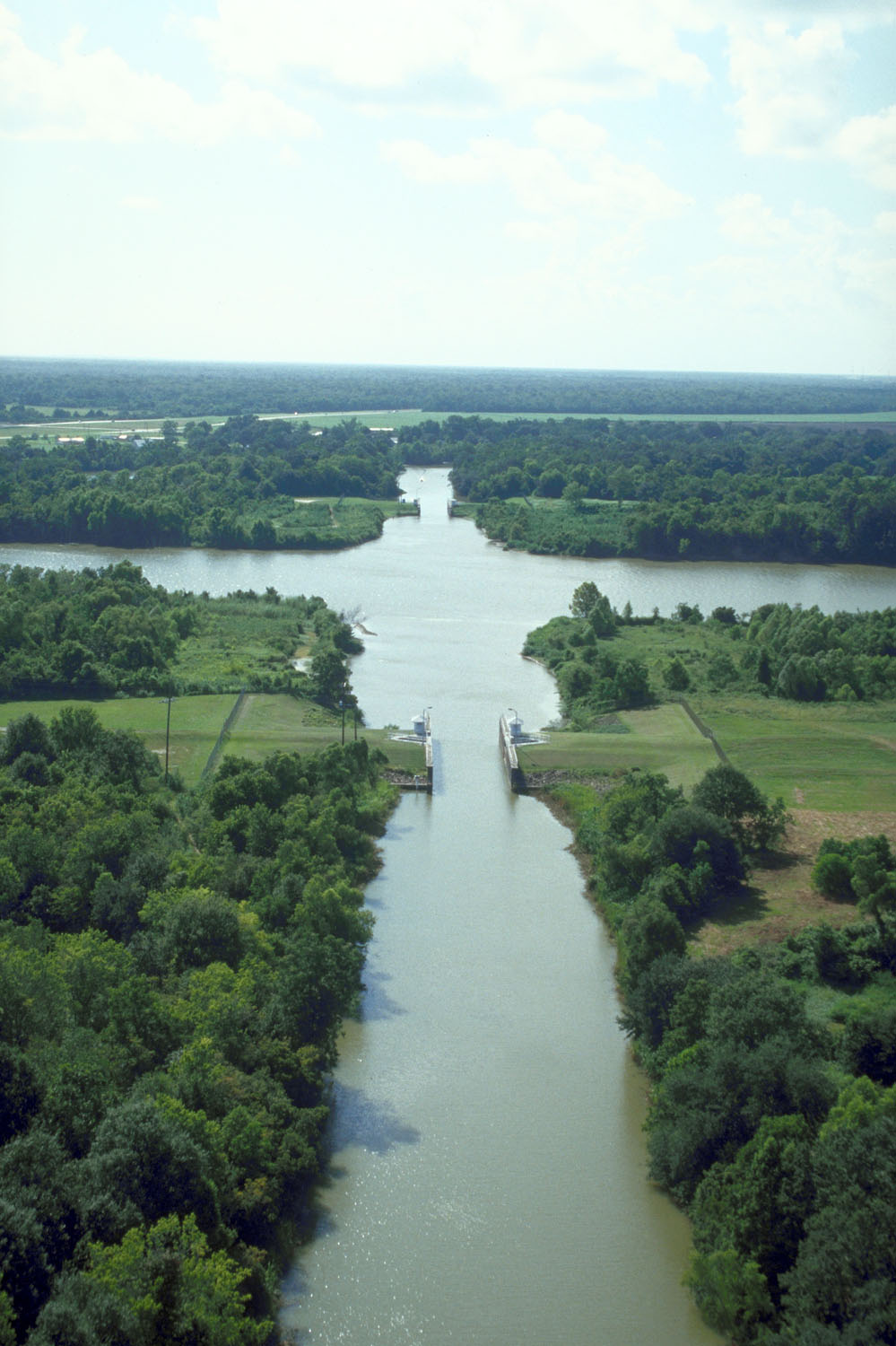
Interseção do ribeiro de Bayou Teche e de uma parte do rio Atchafalaya, perto de Patterson (Luisiana).

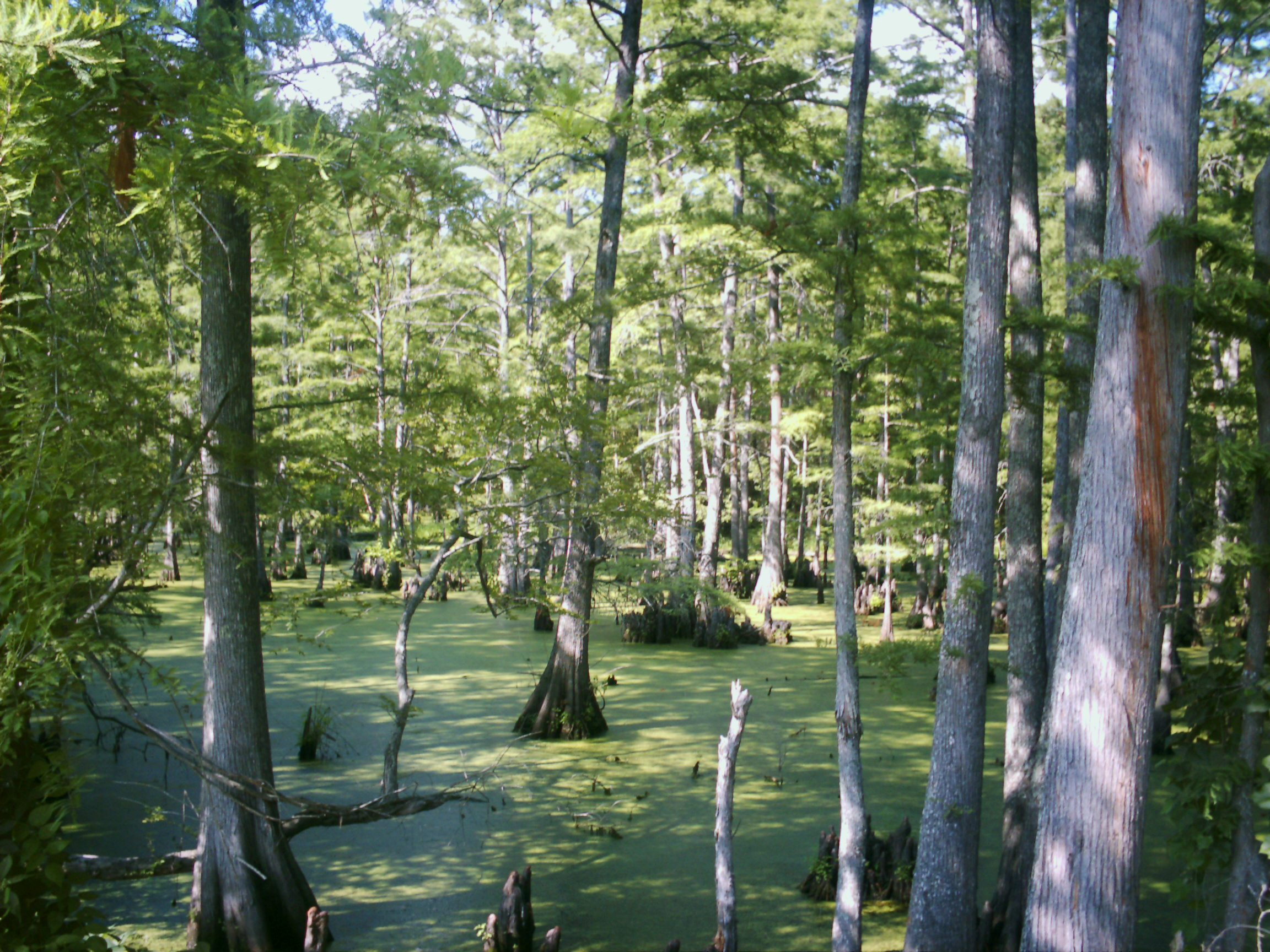
O ribeiro Cypress Bayou em Jefferson, Texas.

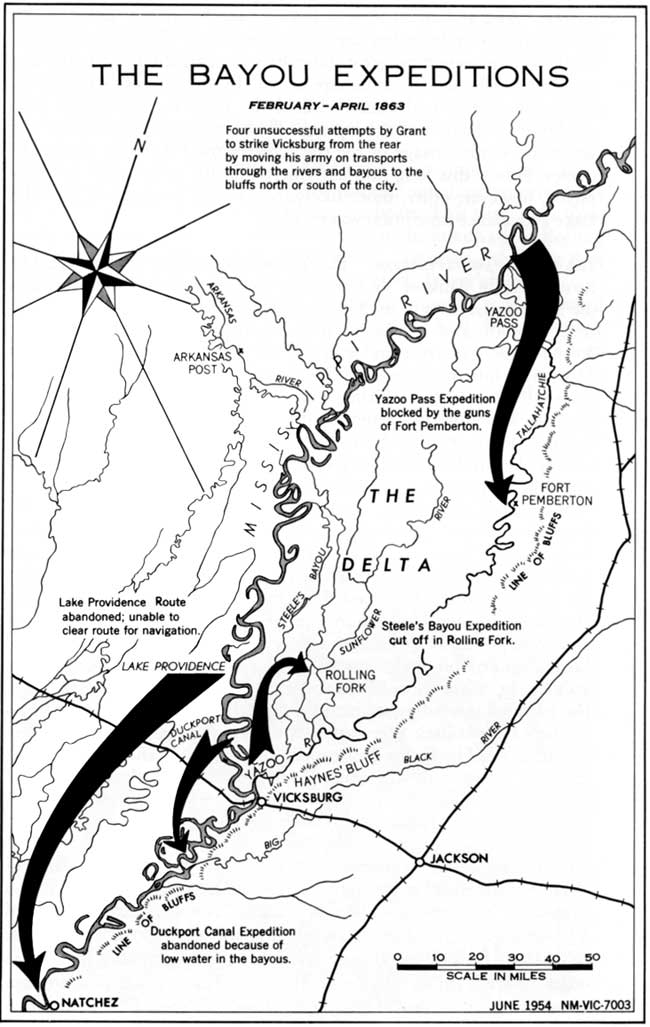
Expedição aos bayous (1863).

Um bayou (termo em francês cajun vindo do idioma choctaw "bayuk", que significa "ribeiro" ou "rio pequeno") é um termo geográfico inglês e francês que no sul dos Estados Unidos (especialmente em Luisiana) serve para designar um ribeiro, especificamente as massas de água formadas por antigos braços e meandros de grandes rios como o Mississippi.
Os bayous formam uma rede navegável de milhares de quilómetros. Nos bayous, uma corrente muito lenta, apenas levemente perceptível, flui para o mar durante a maré baixa e para cima na maré alta. Um bayou está geralmente infestado de mosquitos e outros insetos voadores.